# Phép xã giao

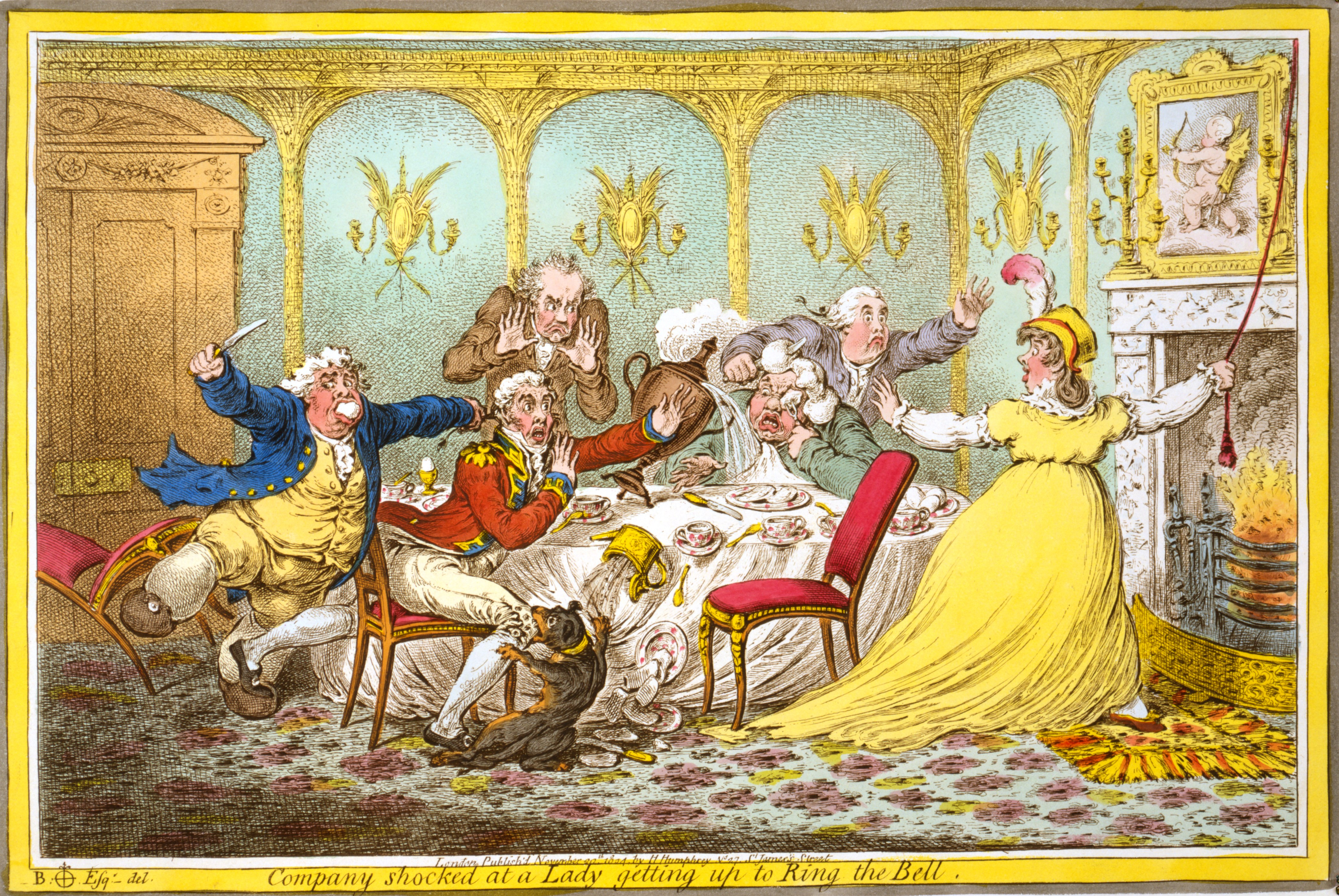
Bức họa vẽ năm 1805 có tên Cả đoàn vô cùng kinh ngạc khi một quý bà đứng dậy để rung chuông (Company Shocked at a Lady Getting up to Ring the Bell) của tác giả James Gillray

Phép xã giao, tùy từng trường hợp còn gọi là phép lịch sự xã giao, quy tắc xã giao, nghi thức xã giao hoặc lễ nghi (chữ Hán: 禮儀), là bộ quy tắc ứng xử mô tả kỳ vọng về hành vi xã hội theo thông lệ đương thời trong một xã hội lịch thiệp, thường ở dưới dạng các quy tắc đạo đức và do cả một xã hội, một giai cấp hay nhóm xã hội giám sát lẫn nhau. Cụm từ phép xã giao trong tiếng Pháp là étiquette với nghĩa ban đầu là "nhãn" hay "giấy ghi" đã xuất hiện từ năm 1750.